# Clinocentrus kalmyk
Clinocentrus kalmyk (лат.) — вид паразитических наездников рода Clinocentrus из семейства Braconidae (Rogadinae). Россия: Калмыкия, около озера Цаган-Нур.

## Описание
Мелкие наездники, длина от 3,6 до 4,5 мм. Основная окраска красновато-коричневая; усики темнокоричневые, птеростигма желтоватая. Нижнечелюстные щупики 6-члениковые, нижнегубные щупики состоят из 4 сегментов. Усики нитевидные, состоят из 29—31 члеников. Предположительно, как и близкие группы, эндопаразитоиды личинок насекомых.
Вид был впервые описан в 1995 году в ходе ревизии Палеарктической фауны, проведённой российским гименоптерологом Сергеем Белокобыльским (ЗИН РАН, Санкт-Петербург, Россия).